# Bandy

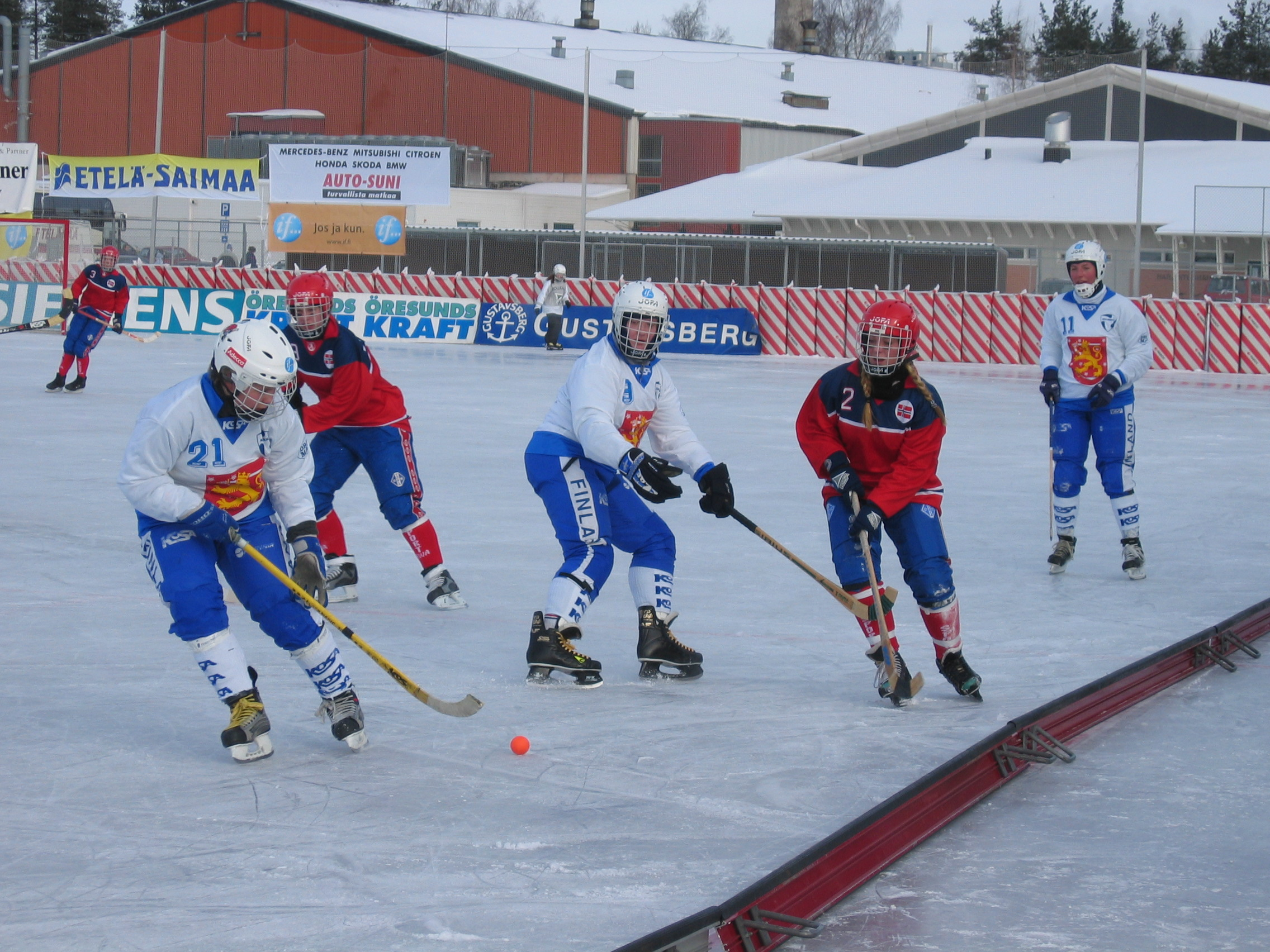
Mecz bandy pomiędzy zespołami Finlandii i Norwegii w 2004 roku.

Boisko do gry w bandy.

Bandy – zespołowa gra sportowa podobna do hokeja na lodzie.

## Opis gry
Gra pochodzi od średniowiecznej gry uprawianej w Niderlandach, skąd została przeniesiona na Wyspy Brytyjskie, gdzie opracowano jej przepisy; obecnie uprawiana gł. w Skandynawii i Rosji, także w Kazachstanie, Holandii, Stanach Zjednoczonych, Kanadzie i Mongolii; w grze biorą udział 2 drużyny (zwykle 11-osobowe, niekiedy mniej liczne, np. 7-osobowe); lodowisko większe niż w hokeju na lodzie: dł. 90–105 m i szer. 50–70 m; piłka średnicy 6 cm o masie 58–62 g; zawodnicy uderzają piłkę zakrzywionymi kijami (dł. 120 cm), dążąc do jej wbicia do bramki przeciwnika (szer. 360 cm, wys. 210 cm); celem gry jest zdobycie większej od przeciwnika liczby bramek; mecz trwa 2x45 minut; 1955 powstała Międzynarodowa Federacja Gry w Bandy; od 1957 co 2 lata są rozgrywane mistrzostwa świata; do 1999 15-krotnie mistrzostwo zdobywali Rosjanie, 6-krotnie Szwedzi; od 2004 co 2 lata są rozgrywane mistrzostwa świata kobiet.
W Polsce bandy (zwany wtedy po prostu hokejem na lodzie) uprawiano w Cracovii (od 1909) i Pogoni Lwów.
Polska miała reprezentację dla chłopców w 2006 roku.